# Ormsjön, Västergötland
Ormsjön är en sjö i Skara kommun i Västergötland och ingår i Göta älvs huvudavrinningsområde. Sjön har en area på 0,325 kvadratkilometer och ligger 128 meter över havet. Ormsjön ligger i Höjentorp-Drottningkullen Natura 2000-område. Trädgårdssjön och Stallsjön ingår båda två i Ormsjön och är, trots namnen, att betrakta som vikar.

## Delavrinningsområde
Ormsjön ingår i det delavrinningsområde (647803-137590) som SMHI kallar för Utloppet av Ormsjön. Medelhöjden är 197 meter över havet och ytan är 8,39 kvadratkilometer. Det finns inga delavrinningsområden uppströms utan avrinningsområdet är högsta punkten. Vattendraget som avvattnar avrinningsområdet har biflödesordning 6, vilket innebär att vattnet flödar genom totalt 6 vattendrag innan det når havet efter 264 kilometer. Delavrinningsområdet består mestadels av skog (58 %) och jordbruk (31 %). Avrinningsområdet har 0,35 kvadratkilometer vattenytor vilket ger det en sjöprocent på 4,1 %.

## Galleri

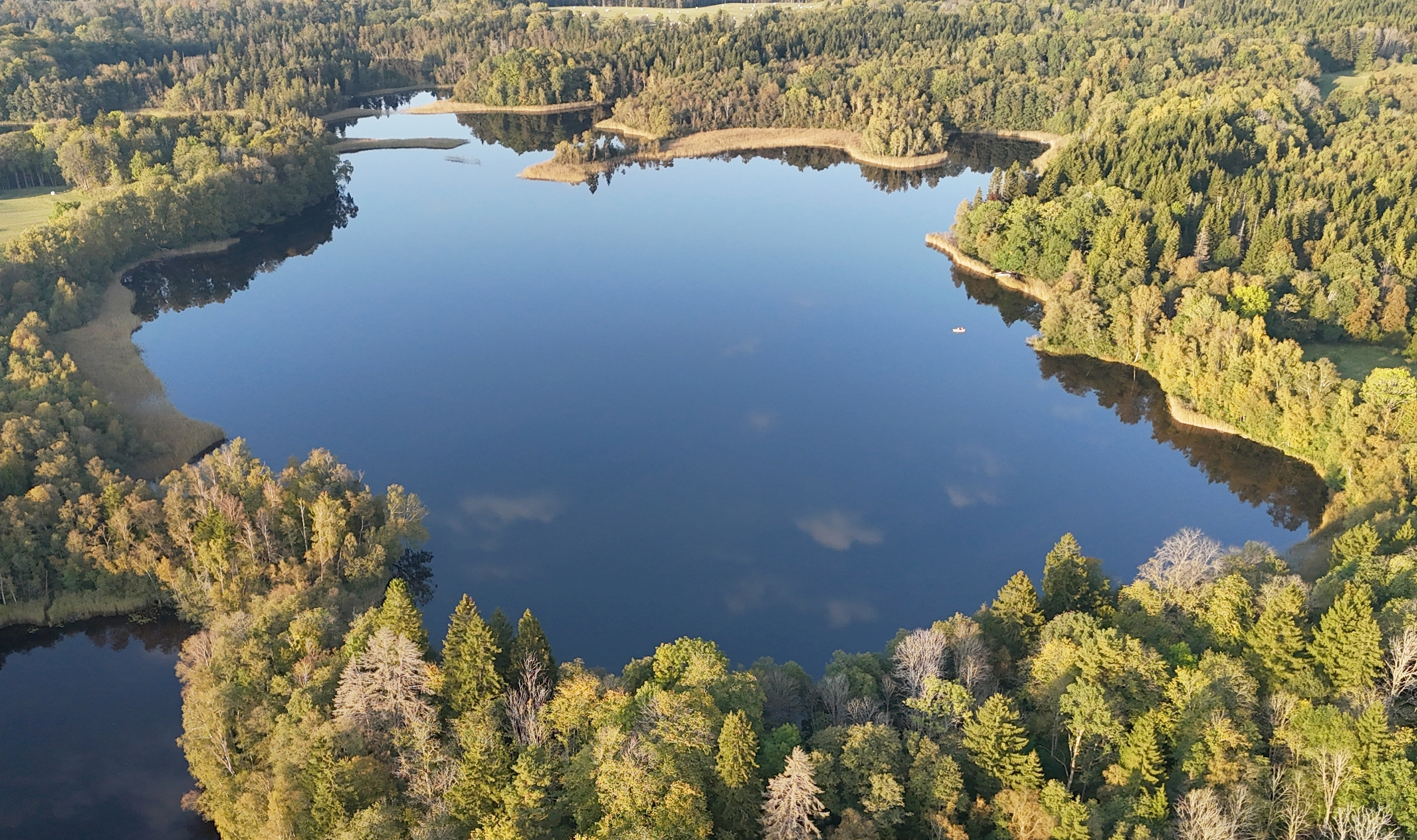
Ormsjön från söder i september 2024.
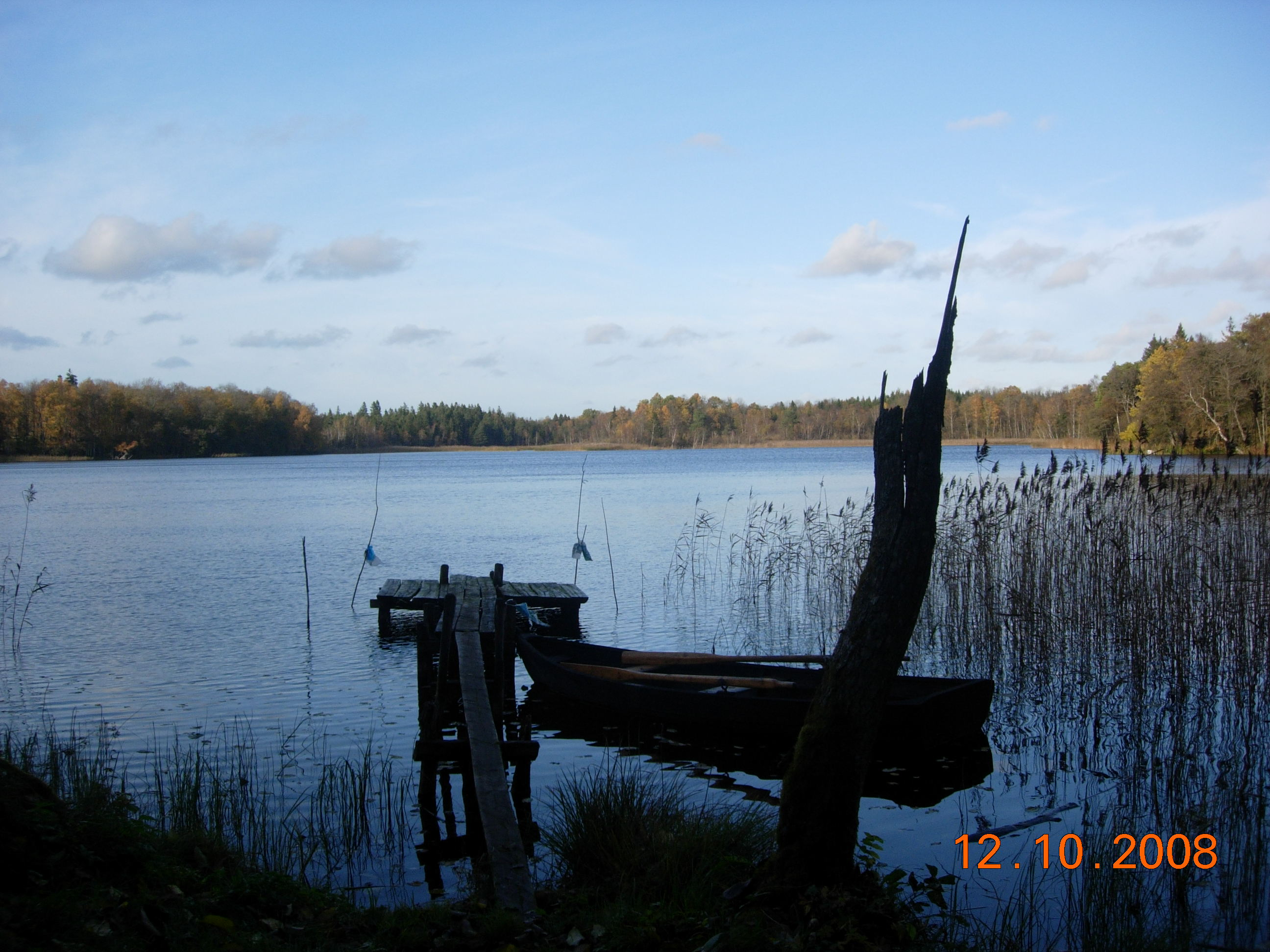
Södra ändan av sjön.
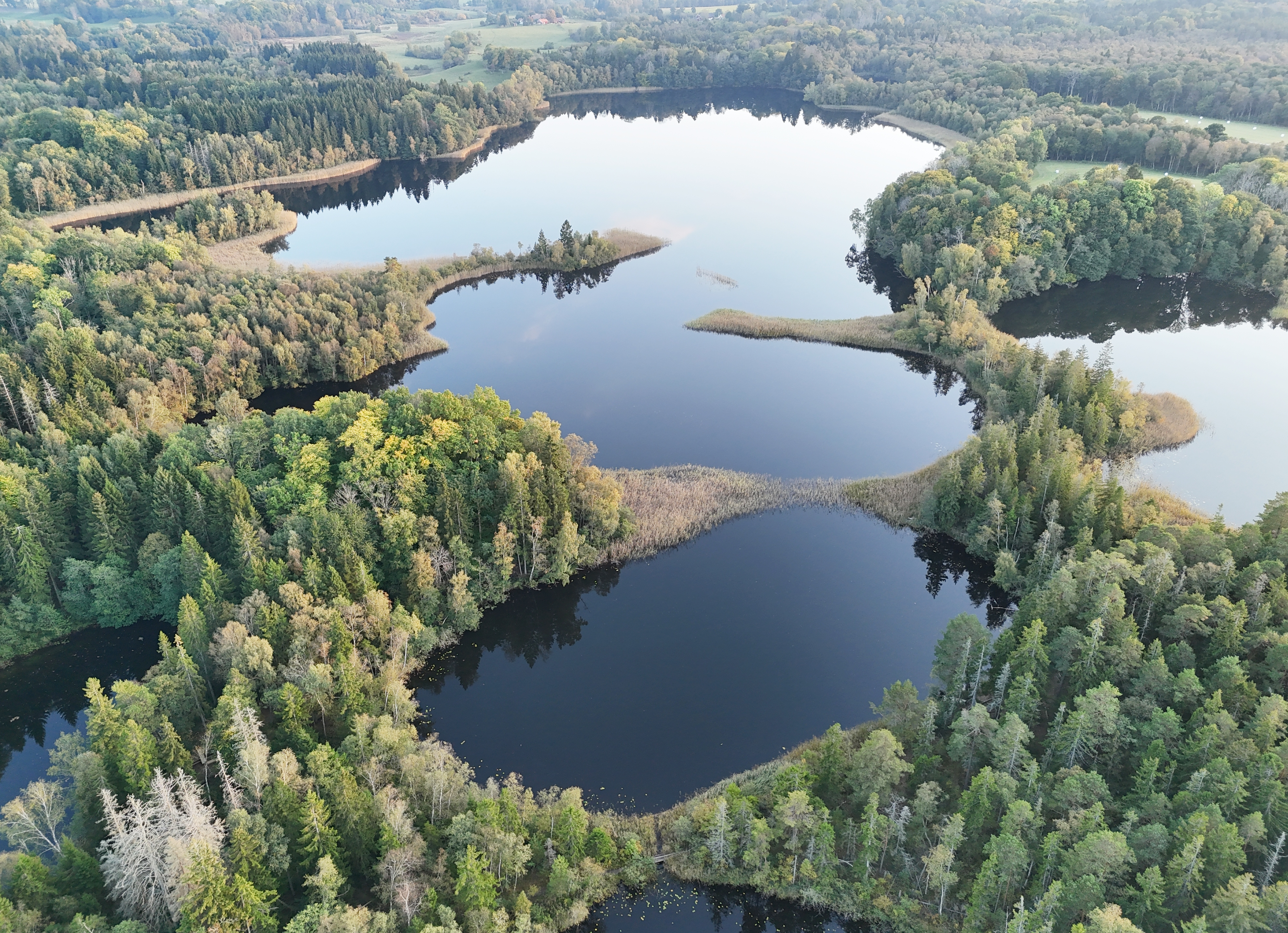
Ormsjön från norr med dess flikiga vikar.